# Pàxam
Pàxam (en llatí Paxamus, Πάξαμος) fou un escriptor polígraf grec que va tractar diversos temes.
Suides esmenta una obra en dos llibres anomenada Βοιωτικά (sobre Beòcia). Una altra també en dos llibres sobre l'art de tenyir anomenada βαφικά. Una altra obra anomenada Γεωργικὰ, sobre agricultura. Un llibre sobre cuina en ordre alfabètic anomenat ὀφαρτυτικά, llibre que menciona Ateneu de Naucratis, i un llibre de nom δωδεκάτεχνον ("l'art en dotze punts") que segons Suides era un llibre eròtic sobre postures.
Només es conserven uns fragments del llibre sobre agricultura a la Geoponica.